# Entephria persicata
Entephria persicata är en fjärilsart som beskrevs av Aubert 1960. Entephria persicata ingår i släktet Entephria och familjen mätare. Inga underarter finns listade i Catalogue of Life.